# Gąski (kolonia w województwie łódzkim)
Gąski – kolonia w Polsce, położona w województwie łódzkim, w powiecie piotrkowskim, w gminie Wola Krzysztoporska.
W latach 1975–1998 miejscowość należała administracyjnie do województwa piotrkowskiego.

## Historia
Pierwsza wzmianka o miejscowości pochodzi z 1394 r. Ówcześni jej właściciele to Tomek i znany z 1398 r. Jan. kolejnymi właścicielami byli Dobiesław i jego bracia, którzy dopuścili się rozboju w Szadku i za straty poniesione przez miasto dali wójtowi i rajcom 20 grzywien. 